# Millstone (New Jersey)
Pour l’article homonyme, voir Millstone.
Millstone est un borough situé dans le comté de Somerset, dans l’État du New Jersey, aux États-Unis.